# Heideblick
Heideblick är en kommun i östra Tyskland, belägen i Landkreis Dahme-Spreewald i förbundslandet Brandenburg, 30 km nordväst om staden Cottbus och direkt väster om staden Luckau. Kommunen skapades den 31 december 1997 genom sammanslagning av kommunerna Gehren, Langengrassau, Waltersdorf och Wüstermarke. Den 31 december 2001 gick kommunerna Beesdau, Berstequell, Falkenberg, Goßmar, Heideblick and Pitschen-Pickel samman i den nya kommunen Heideblick och den 26 oktober gick Heideblick och Walddrehna samman i den nya kommunen Heideblick.

## Administrativ indelning
Följande orter utgör administrativa kommundelar (Ortsteile) inom Heideblicks kommun (lågsorbiska ortnamn inom parentes):
- Beesdau (Bezdow) med Bahnhof, Obermühle och Untermühle
- Bornsdorf (Bórńšojce) med Grünswalde och Trebbinchen (Trjebink)
- Falkenberg (Sokolnica)
- Gehren (Jarin)
- Gossmar (Góšmar)
- Langengrassau
- Pitschen-Pickel
- Riedebeck
- Schwarzenburg
- Walddrehna (Serbski Drjenow, fram till 30 oktober 1937 Wendisch Drehna) med Neusorgefeld
- Waltersdorf (Wałtaŕejce) med Neumühle
- Wehnsdorf
- Weissack (Wusoka) med Papiermühle och Pechhütte
- Wüstermarke med Sorge